# Make Me Proud
"Make Me Proud" é o segundo single do rapper canadense Drake com participação da rapper Nicki Minaj para o álbum Take Care. Foi lançado no iTunes em 16 de outubro de 2011 e teve um grande êxito Mundial debutando em 9 na Billboard Hot 100.

## Tabelas musicais
| Tabelas musicais (2011)          | Melhor posição |
| -------------------------------- | -------------- |
| Canadá (Canadian Hot 100)        | 25             |
| Reino Unido (OCC UK R&B)         | 16             |
| Reino Unido (UK Singles Chart)   | 49             |
| Billboard Hot 100                | 9              |
| US R&B/Hip-Hop Songs (Billboard) | 1              |
| Rap Songs (Billboard)            | 1              |